# آرنه ويلمسن
آرنه ويلمسن (بالنرويجية البوكمول: Arne Wilhelmsen)‏ هو شخصية أعمال نرويجي، ولد في 15 يونيو 1929 في أوسلو في النرويج.